# Риків (Чернігівський район)
Ри́ків — село в Україні, у Козелецькій селищній громаді Чернігівського району Чернігівської області. Населення становить 132 особи. До 2016 року орган місцевого самоврядування — Бригинцівська сільська рада.

## Історія
Село засноване 1600 року.
12 червня 2020 року, відповідно до розпорядження Кабінету Міністрів України № 730-р «Про визначення адміністративних центрів та затвердження територій територіальних громад Чернігівської області», село увійшло до складу Козелецької селищної громади.
19 липня 2020 року, в результаті адміністративно-територіальної реформи та ліквідації Козелецького району, село увійшло до складу Чернігівського району Чернігівської області.

## Населення

### Мова
Розподіл населення за рідною мовою за даними перепису 2001 року:
| Мова       | Кількість | Відсоток |
| ---------- | --------- | -------- |
| українська | 163       | 99.39%   |
| російська  | 1         | 0.61%    |
| Усього     | 164       | 100%     |